# Lindleysche Filter

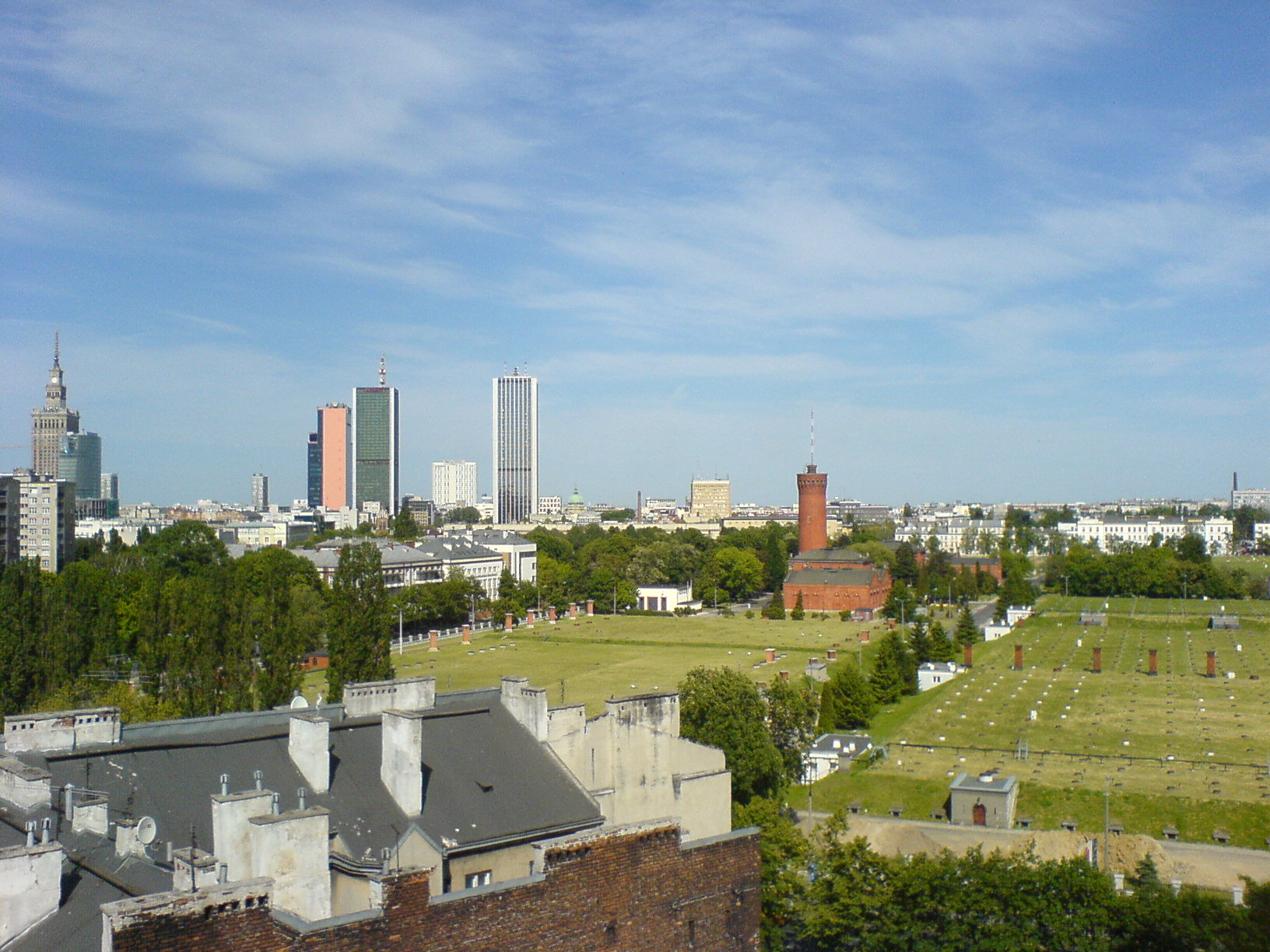
Die Lindleyschen Filter

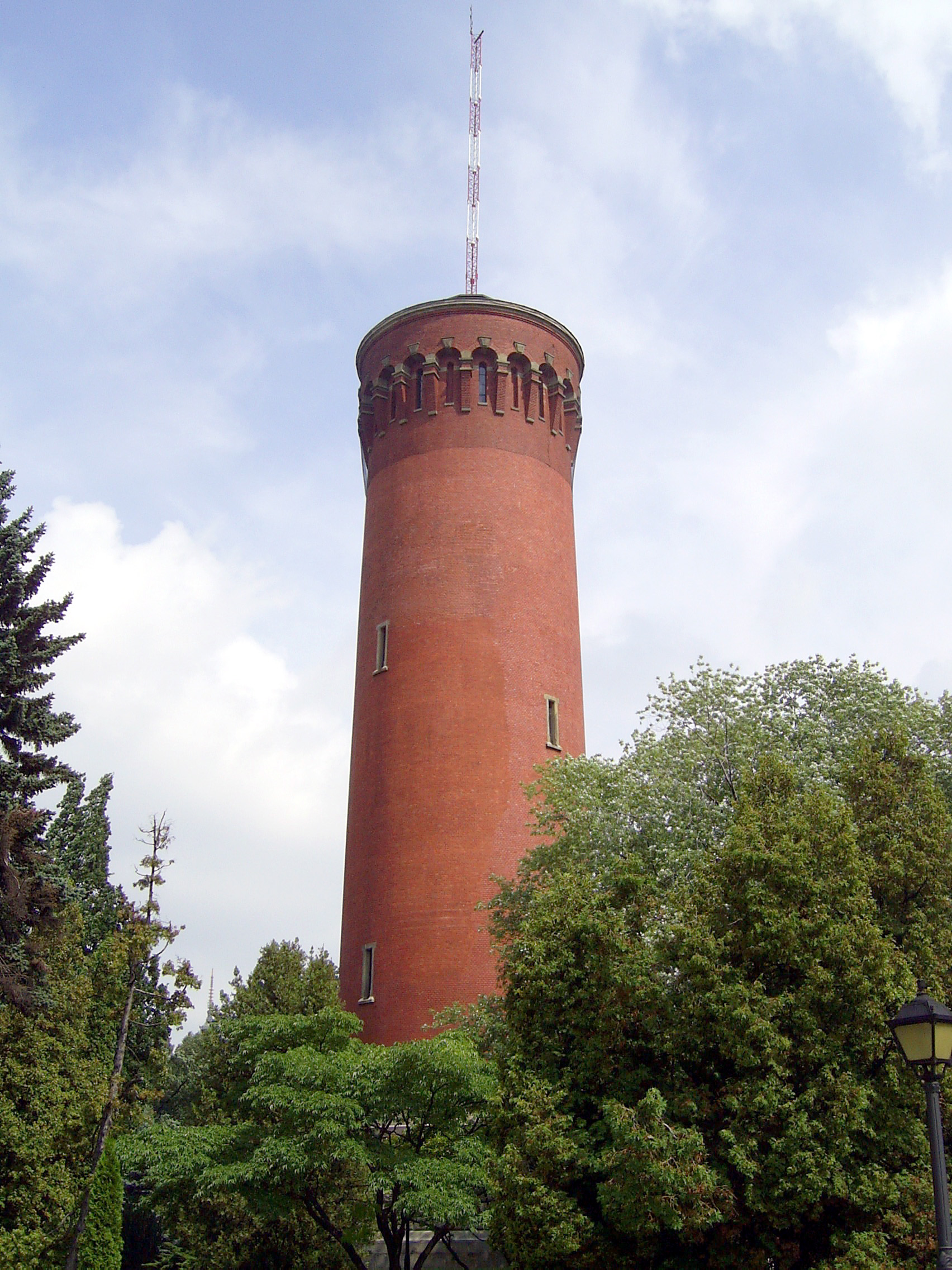
Wasserturm auf dem Gelände des Filters

Die Lindleyschen Filter (polnisch: Filtry Lindleya) sind Wasserfilter, die in den Jahren von 1883 bis 1886 in Warschau errichtet wurden und sich zwischen den Straßen ul. Koszykowa, ul. Ludwika Krzywickiego, ul. Filtrowa und ul. Raszyńska befinden. Die Straße ul. Williama Lindleya führt direkt zur Einfahrt zu den Filtern, die sich an der ul. Koszykowa 81 befindet.
Sie gehören zum Warschauer Wasserleitungssystem, das von dem britischen Ingenieur William Lindley geplant und errichtet wurde. Abgeschlossen wurde der Bau durch William Heerlein Lindley, dem Sohn von William Lindley.
Den Bauauftrag erteilte Sokrates Starynkiewicz (1820–1902), russischer General und Präsident Warschaus (1875–1892) schon in seinem ersten Jahr im Amt. 1881 wurde Starynkiewicz das Projekt von Sankt Petersburg genehmigt. In diesem Jahr begann der Bau des ersten Warschauer Wasserleitungs- und Kanalnetzes; 1886 war der Bau abgeschlossen. Zum ersten Mal erhielten die Bewohner Warschaus am 3. Juli 1886 Wasser aus den Filtern, die damals aus einer Gruppe Langsamfiltern, einem Frischwasserspeicher, einer Pumpenhalle und einem Wasserturm bestanden.
Zu Lindleys Vorhaben gehörte auch der Bau einer Flusspumpstation auf dem linken Ufer der Weichsel und einer Filterstation mit Anlagen zur Trinkwasseraufbereitung.
Während des Baus wurden die damals modernsten technischen Entwicklungen genutzt. Der Schwerpunkt lag auf der Ausarbeitung der Einzelheiten. Beim Bau aller, auch der kleinsten, Objekte wurden Materialien höchster Qualität genutzt, die einer mehrstufigen Kontrolle unterworfen wurden. Das Hauptbaumaterial waren speziell gebrannte, feuchtigkeitsbeständige Ziegel und weiß glasierte Ziegel. In großem Maßstab wurden auch Granit- und Sandsteinblöcke eingesetzt.

## Wasserleitungssystem

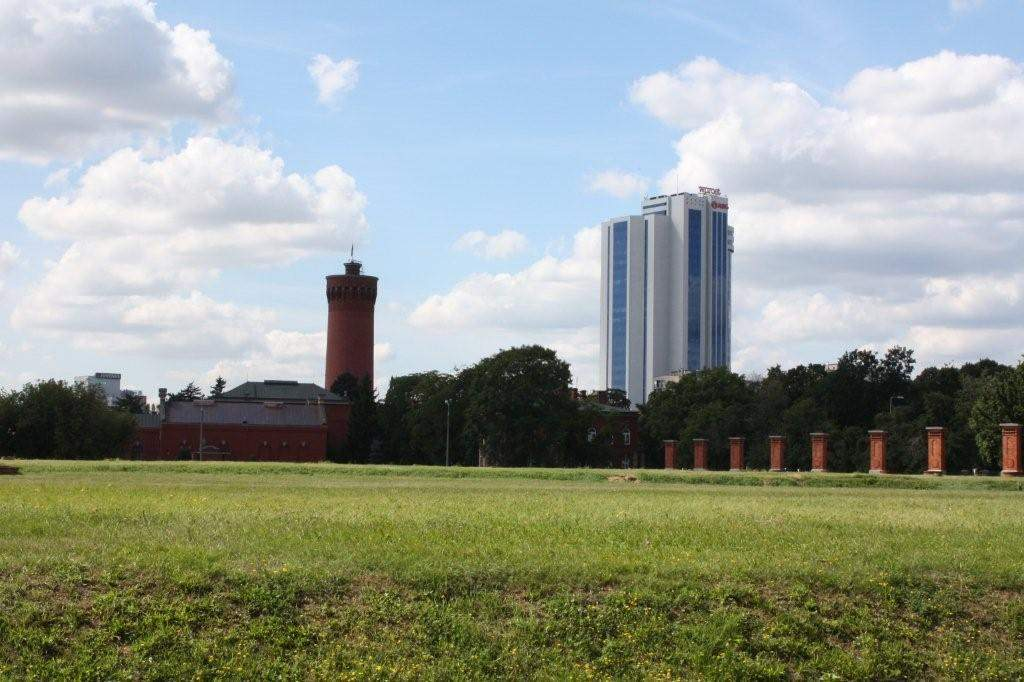
Sicht von der ul. Filtrowa auf das Millennium-Gebäude

Zum Warschauer Wasserleitungssystem gehörten die Filterstation – die Lindleyschen Filter – und die Flusspumpstation der Zentralen Wasserleitungsanstalt, wo der Weichsel Wasser entnommen und in Leitungen zur Filterstation gepumpt wurde.
Die Anlagen der Filterstation wurden mit Erde bedeckt. Darunter befinden sich heute vier Rohwasserklärbecken, sechs Gruppen von Langsamfiltern und neun Frischwasserspeicher. Die siebte Langsamfiltergruppe wurde durch eine Ozonierungsanlage und Aktivkohlefilter ersetzt.

## Das Warschauer Wasserleitungssystem zu Lindleys Zeiten
- Oberstadt – Wasserversorgung mithilfe eines Wasserturms, der sich auf dem Gelände der Filterstation befindet
- Unterstadt, das heißt der Stadtteil Powiśle im heutigen Stadtbezirk Śródmieście sowie der Stadtteil Praga – Wasserversorgung direkt aus den Langsamfiltern

## Wasseraufbereitungsverfahren

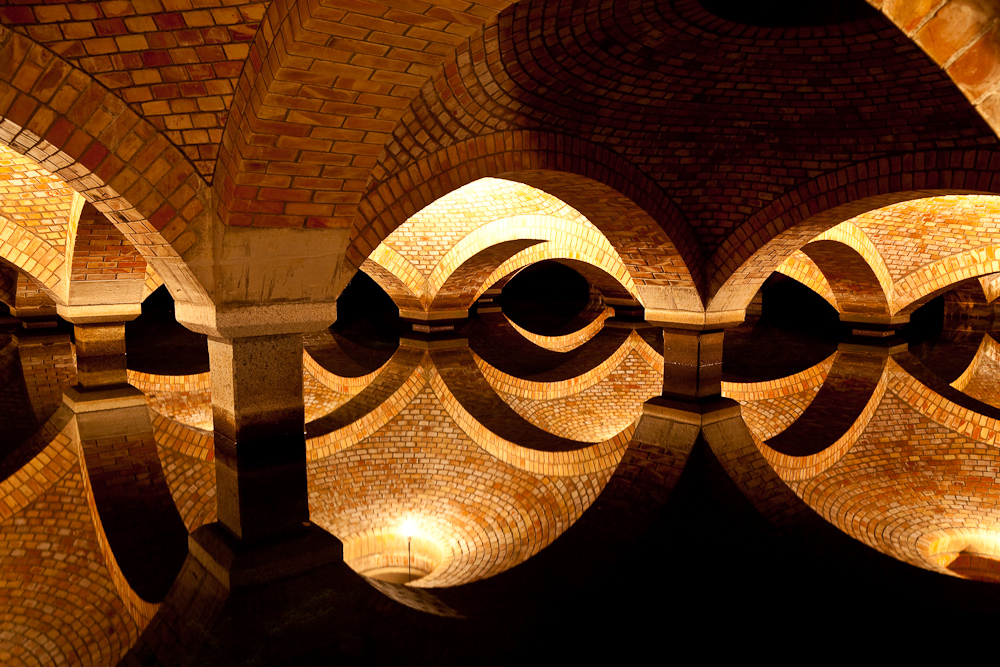
Kammer der Langsamfilter

Das Wasser aus der Flusspumpstation wurde in die Langsamfilter geleitet, von denen einige die Funktion geschlossener Zisternen erfüllten.
Das vorgefilterte Wasser wurde in die Frischwasserspeicher geleitet, und anschließend in die Pumpenhalle, von wo es in den Wasserturm gepumpt wurde, wo das Wasserleitungssystem der Oberstadt begann.
Einige Jahre nach der Inbetriebnahme der Filter wurden weitere geschlossene, den Langsamfiltern vorgeschaltete Zisternen erforderlich, weil sich in Untersuchungen die schlechte Qualität des Wassers gezeigt hatte. Daher wurde das Gelände der Station ab 1890 erweitert und der Bau weiterer Zisternen begonnen.
Die steigende Nachfrage nach Wasser führte in den Jahren 1930 bis 1933 zur Ergänzung durch eine Schnellfilteranlage. Nach ihrer Inbetriebnahme wurde das Wasser in die Ausgleichszisternen (die früheren geschlossenen Zisternen), weiter in die Schnellfilter, und danach in die Langsamfilter geleitet.
1931 wurde damit begonnen, das Wasser nach dem Durchlaufen der Langsamfilter zu chloren.

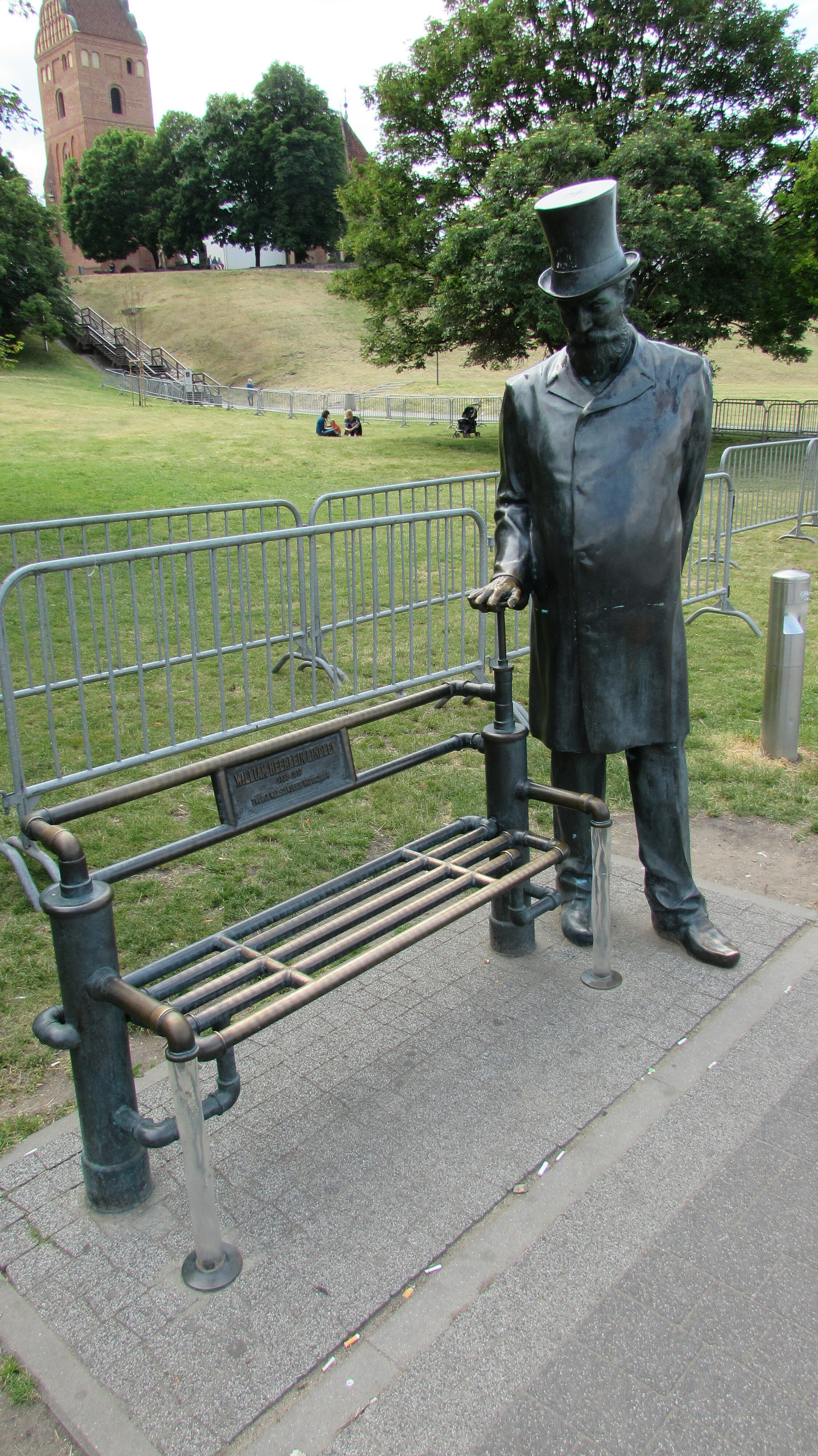
Denkmal für William Lindley in Warschau

## Gruba Kaśka
Seit 1964 wird der Stadtteil Praga durch einen Brunnen namens Gruba Kaśka (Dickes Käthchen) versorgt, der Wasser aus der Weichsel unter dem Flussboden schöpft. Das Wasser wird dabei durch dicke Sandschichten unter dem Weichselboden gefiltert.